# صفورا ایلخانی
صفورا ایلخانی (زاده ۱۳۵۷ ولسوالی یکاولنگ بامیان) یک سیاست‌مدار اهل افغانستان است. وی نمایندهٔ مردم بامیان در دوره پانزدهم و شانزدهم مجلس نمایندگان افغانستان بود.

## زندگی‌نامه
صفورا ایلخانی زاده ۱۳۵۷ ولسوالی یکاولنگ ولایت بامیان است. وی تحصیلات مدرسه‌ای خود را در لیسه/دبیرستان عبدالقاسم مکروریان در کابل و تحصیلات دانشگاهی خود را در دانشگاه کابل در رشته زراعت به پایان رساند. وی تحصیلات خود را در دوره ماستری/فوق لیسانس، در یک دانشگاه خصوصی، در رشته علوم سیاسی روابط بین‌الملل ادامه داد. او در گردهمایی بزرگ اضطراری نیز حضور داشت. وی سابقه کار در دفتر کمیساریای سازمان ملل UNHCR و معاونت سیاسی دفتر یوناما را نیز در کارنامه دارد.

## نمایندگی پارلمان

### دوره شانزدهم
وی در دوره شانزدهم مجلس نمایندگان افغانستان، عضو کمیسیون حقوق بشر، جامعه مدنی و امور زنان بود.

### دوره هفدهم
وی با کسب ۴٫۸۶۶ رای که ۳٫۹ درصد کل آراء از حوزه ولایت بامیان می‌شد، در جایگاه یازدهم قرار گرفت و نتوانست برای سومین بار به مجلس نمایندگان راه یابد.

## دیگر فعالیت‌ها
- معلم در مکاتب ولسوالی یکاولنگ.[۱][۴]
- کارمند UNHCR معاون ساحوی مهاجرین.[۱][۴]
- معاون سیاسی و حقوق بشر ملل متحد.[۱][۴]
- وکیل لویه جرگه اضطراری.[۱][۴]
- وکیل مردم بامیان در دوره پانزدهم ولسی جرگه.[۱][۴]